# Spoorlijn Les Ifs - Étretat
De Spoorlijn Les Ifs - Étretat was een Franse spoorlijn van Tourville-les-Ifs naar Étretat. De lijn was 15,0 km lang en heeft als lijnnummer 360 000.

## Geschiedenis
De lijn werd geopend door de Compagnie des chemins de fer de l'Ouest op 22 juni 1895. Het personenvervoer werd opgeheven op 30 juni 1951. Goederenverkeer tussen Les Ifs en Épreville vond plaats tot 1 oktober 1990, tussen Épreville en Étretat was het goederenverkeer al opgeheven op 3 april 1972.

## Aansluitingen
In de volgende plaatsen is of was er een aansluiting op de volgende spoorlijnen:
Les Ifs
RFN 359 000, spoorlijn tussen Bréauté-Beuzeville en Fécamp
RFN 361 000, spoorlijn tussen Le Havre-Graville en Tourville-les-Ifs

## Galerij

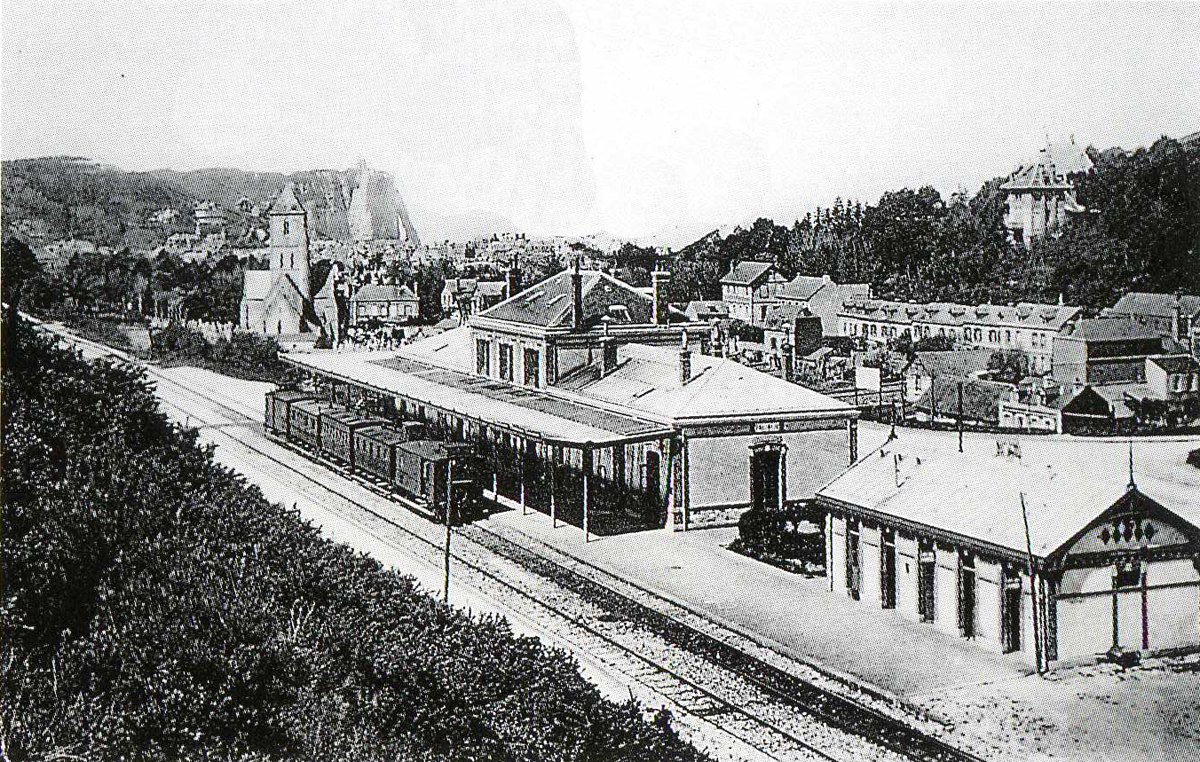
Station Étretat rond 1900
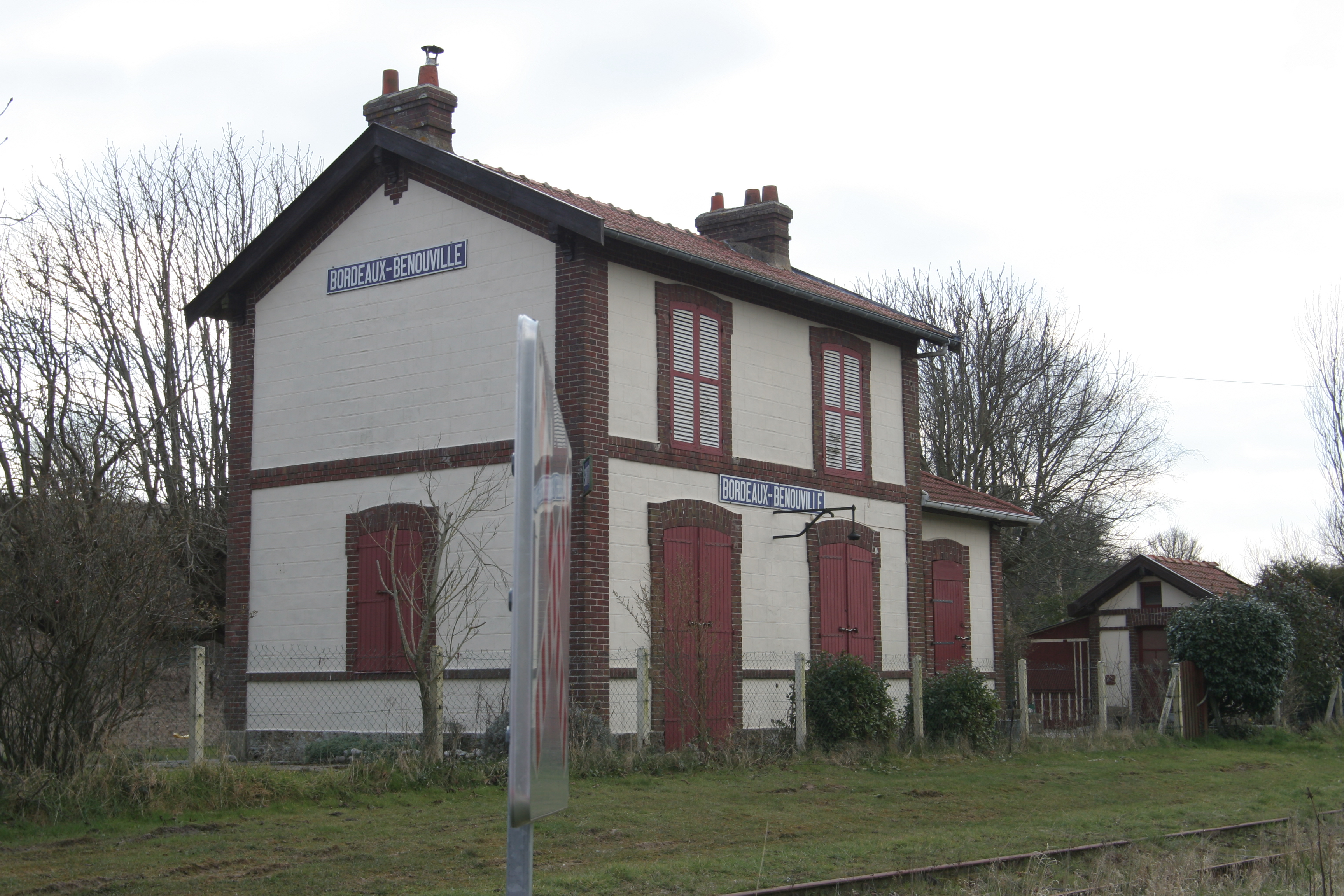
Station Bordeaux-Bénouville in 2013
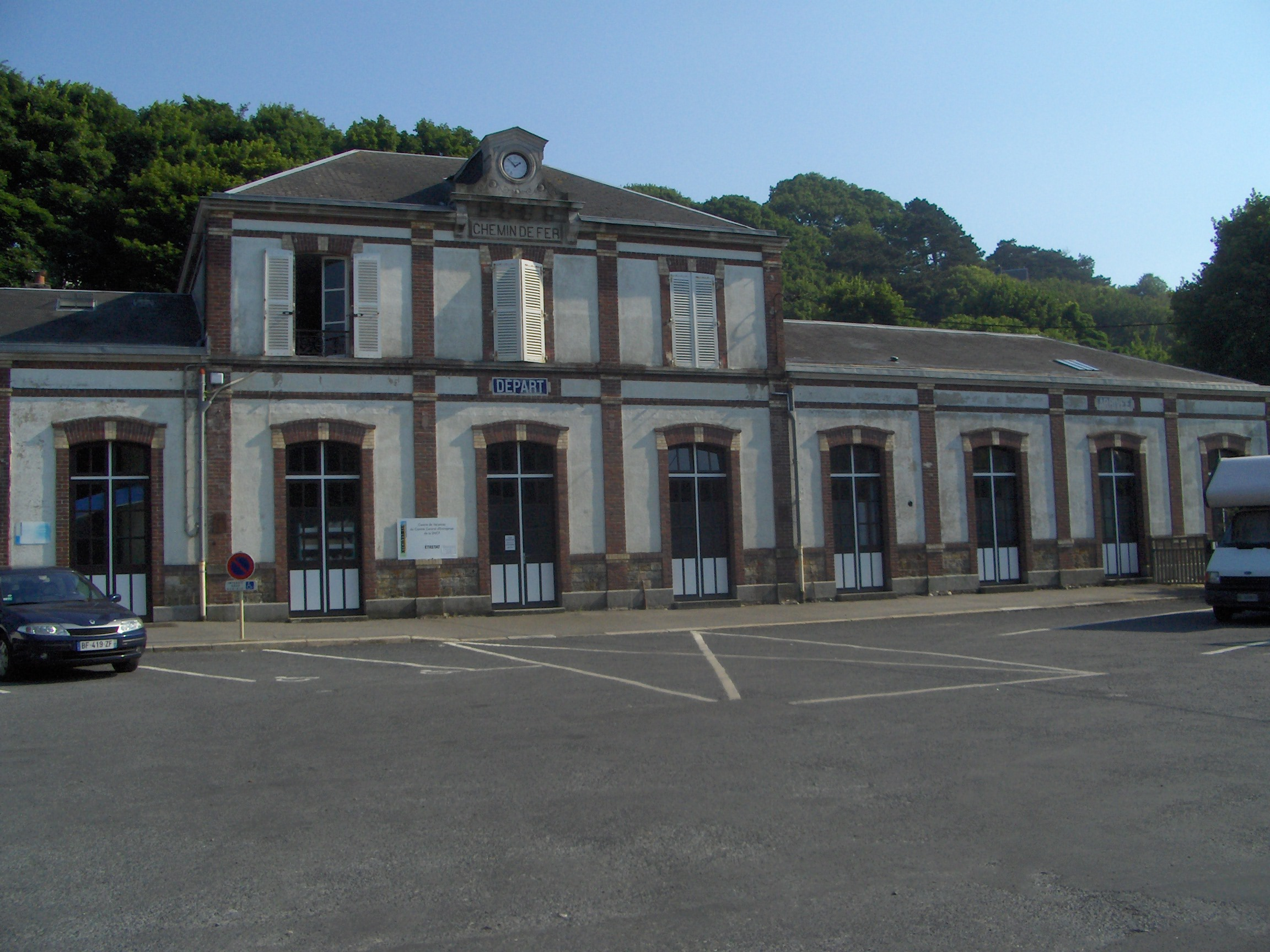
Station Étretat in 2012